# VOKO
VOKO is een volleybalvereniging uit het Nederlandse Oosterhout. VOKO werd op 6 juni 1974 opgericht als fusie tussen de volleybalclubs LEC en RELAX. 
De vereniging telt ongeveer 250 leden. Er stromen regelmatig talenten door naar het nationale niveau. VOKO is lid van de Nevobo en de ORV-Breda (Onafhankelijk Recreatief Volleybal), waar samen ongeveer 20 teams actief deelnemen aan de competitie. De vaandelteams spelen, zowel bij de heren als de dames, promotieklasse.